# CF Damm
CF Damm is een Spaanse voetbalclub uit het district Nou Barris in Barcelona. De club werd opgericht in 1954 en heeft alleen een jeugdopleiding met elftallen voor spelers vanaf zes jaar oud. Het hoogste elftal is de Juvenil A (spelers tot 18 jaar) dat uitkomt in de División de Honor.
Verschillende spelers die in het verleden bij CF Damm hebben gespeeld, kwamen uiteindelijk in de Primera División en het Spaans nationaal elftal terecht. De bekendste spelers uit de geschiedenis van de club zijn de aanvallers Dani García en Sergio García. Laatstgenoemde werd in 2008 met Spanje Europees kampioen.

## Bekende spelers
- Anselmo Eyegue
- Aitor Cantalapiedra
- Isaac Cuenca
- Konrad de la Fuente
- Dani García
- Sergio García
- Ildefonso Lima
- José Miguel Morales
- Andrea Orlandi
- Cristóbal Parralo
- Carlos Peña
- Ramón Ros
- Cristian Tello
- Curro Torres
- Víctor Vázquez
- Antoni Velamazán